# Arcanum divinae sapientiae
Arcanum divinae sapientiae es una encíclica católica escrita en 1880 por el papa León XIII sobre el tema del matrimonio cristiano. Fue considerada la predecesora a Casti connubii de 1930 por Pío XI y a Humanae vitae de 1968 por Pablo VI.

## Sinopsis
Arcanum divinae sapientiae subraya el papel del matrimonio en el tiempo moderno, y trata aquellas acciones que debilitan el papel del matrimonio en la familia y la sociedad, como hace la poligamia o el divorcio. La encíclica también coloca a la Iglesia como protectora del matrimonio y no como una entrometida en la relación marital.